# Sota sospita (pel·lícula de 2000)
Sota sospita (títol original en anglès: Under Suspicion) és una pel·lícula franco-estatunidenca dirigida per Stephen Hopkins, estrenada el 2000. Ha estat doblada al català.

## Argument
San Juan, Puerto Rico. El festival d'hivern fa el seu ple a l'illa. El detectiu Benezet interromp la tarda del milionari Hearst per a interrogar-lo sobre un greu tema: s'acaba de descobrir el cos d'una noieta violada i assassinada, la segona en un mes. Hearst, un notable reputat, és una personalitat de l'illa. Benezet és un funcionari primmirat: la visita de rutina a la comissaria es transforma en dur interrogatori. Hearst es contradiu, amaga coses i és acusat de la violació i de l'homicidi d'una noieta. Acaba per confessar que Chantal, la seva bonica i jove esposa, la rebutja al seu llit amb el pretext que hauria tingut gestos amb la seva neboda i que freqüenta prostitutes. Chantal i el policia estan persuadits que és culpable. Hearst s'ensorra i confessa quan un policia li mostra fotos de noietes que col·lecciona Hearst i que serien el seu hobby. Però al mateix moment, es troben en un cotxe unes altres fotos: les de les noies assassinades. Hearst no és doncs culpable.

## Repartiment
- Gene Hackman: Henry Hearst
- Morgan Freeman: capità Victor Benezet
- Thomas Jane: detectiu Felix Owens
- Monica Bellucci: Chantal Hearst
- Nydia Caro: Isabelle
- Miguel Angel Suárez: vigilant
- Pablo Cunqueiro: detectiu Castillo
- Isabel Algaze: Camille Rodriguez
- Jackeline Duprey: Maria Rodriguez
- Luis Caballer: Paco Rodriguez
- Patricia Beato: Darlita
- Sahyly Yamile: Reina
- Hector Travieso: Peter
- Marisol Calero: sergent Arias
- Vanessa Shenk: Sue Ellen Huddy

## Al voltant de la pel·lícula
- Segona adaptació de Brainwash, novel·la de John Wainwright, a partir del Garde à vue de Claude Miller l'any 1981.

## Banda original
- Peyote Dreams, composta per George Acogny
- Cuando El Amor Se Va, interpretada per Nydia Caro
- La Diez, interpretada per Café Tacuba
- Silent Night, interpretada per Darryl Phinnessee
- No Quiero Llorar, interpretada per Millie Corretjer
- Noche Plena, interpretada per Angel Cuco Peña i Tato Rossi
- Baila Mi Bomba, interpretada per Modesto Cepeda i Maximo Torres
- Enamorado De Puerto Rico, interpretada per Plenealo
- Requiem, interpretada per l'Orquestra filharmònica eslovaca
- Sola Voy, interpretada per Olga Tañón
- Amelia, interpretada per Carlos Ponce
- Jingle Bells, interpretada per Darryl Phinnessee
- Party Man, interpretada per Rafi Escudero, Kenneth William i Miguel M. Zayas

## Premis i nominacions
- Nominació al premi Edgar-Allan-Poe a la millor pel·lícula l'any 2001.